# Julius Freund (Schriftsteller)
Julius Freund (* 8. Dezember 1862 in Breslau; † 6. Januar 1914 in Partenkirchen) war Schriftsteller, Theaterdramaturg und Journalist.

## Tätigkeit
Julius Freund wurde vor allem durch seine erfolgreichen Jahresrevuen am Berliner Metropol-Theater bekannt, zu denen Victor Hollaender, Paul Lincke und Rudolf Nelson die Musik lieferten. Er war Mitarbeiter der Lustigen Blätter, trat mit zahlreichen Kabarettchansons und Theaterparodien hervor und schrieb zusammen mit Georg Okonkowski das Libretto zu Jean Gilberts Operette Die Kinokönigin.

## Werke (Auswahl)
- 1890: Ungeschminktes. Geschichte aus Bühne Und Welt.[2]
- 1891: Volkslied und Gassenhauer: Lorelei und Rixdorfer (Texte Julius Freund)[3]
- 1889: Margitta : komische Oper in drei Acten (Libretto)[4]
- ca. 1900: Bühnensterne. Bilder aus der Theaterwelt.,[5]
- 1902: Berlin bleibt Berlin, eine Posse, am Metropoltheater uraufgeführt[6]
- 1904: Neuestes! Allerneuestes!, satirisch-parodistische Revue[7]
- 1904: Die Herren von Maxim, „Großes Vaudeville mit Gesang und Tanz in 5 Bildern mit freier Benutzung von C. Flers's „Messalinette“ von Julius Freund. Musik von Viktor Hollaender“[8]
- 1906: Der Teufel lacht dazu!, „Phantastisch-satyrische Revue von Julius Freund (für Gesang Nr. 3 „Kasino-Lied“ tief, gesungen von Josef Josephi) (Repertoirstück des Metropoltheaters in Berlin)“[9]
- 1909: Don Karlos’ Silvesterscherz[10]
- 1909: Die oberen Zehntausend > Drei süße Weibchen[11]
- ca. 1910: Halloh! Die große Revue! Grosse Ausstattungsrevue. Musik von Paul Lincke., Programmheft.[12]
- ca. 1910: Mädel aus dem Pensionat aus Die zwölf Frauen des Japhet[13]
- Die Geisha – eine japanische Teehausgeschichte; übersetzt von C. M. Roehr und Julius Freund; Gesangstexte von Julius Freund[14]
- um 1920: Schön war’s doch Prinzessin Tausendschönchen[15]